# 기타지마 후미야
기타지마 후미야(일본어: 北島 郁哉, 2005년 11월 20일~)는 일본의 축구 선수이다.

## 구단 경력
그는 2024년 J1리그의 사간 도스에 입단했다. 2024년후 J2리그에 강등했다.